# تایلر (ویرجینیای غربی)
تایلر، ویرجینیای غربی (به انگلیسی: Tyler, West Virginia) یک منطقهٔ مسکونی در ایالات متحده آمریکا است که در شهرستان تایلر واقع شده‌است.

## خصوصیات
تایلر ۲۳۰٫۱۳ متر بالاتر از سطح دریا واقع شده‌است.